# Eurydice paxilli
Eurydice paxilli là một loài chân đều trong họ Cirolanidae. Loài này được Schotte & Kensley miêu tả khoa học năm 2005.